# حزب لیبرال دموکرات (ژاپن)
حزب لیبرال دموکرات (به ژاپنی: 自由民主党)، نماینده متنفذترین نیروی سیاسی در ژاپن است. این حزب به‌طور مستمر، اکثریت ثابتی را در مجلس ژاپن از زمان تشکیل آن در سال ۱۹۵۵ تا ژوئیه ۱۹۹۳ میلادی حفظ کرد و پس از یک دوره ۹ ماهه دوری از قدرت از ۱۹۹۴ میلادی به بعد با ائتلاف با احزاب کوچکتر دولت را تشکیل داده است. در ژاپن رهبر حزب حاکم نخست‌وزیر ژاپن نیز به شمار می‌رود.